# تنباکو سارایوو
تنباکو سارایوو (بوسنیایی: Fabrika duhana Sarajevo) شرکت دخانیات بوسنیایی است، که در سال ۱۸۸۰ تأسیس شد.